# 岩田醸造
岩田醸造株式会社（いわたじょうぞう）は、北海道札幌市中央区北3条東4丁目に本社を置く食品メーカー・醸造メーカーである。1892年（明治25年）創業。北海道千歳市にある工場で生産されている高品質な「紅一点」ブランドの味噌で知られている。

## 沿革
- 1885年 - 初代社長が屯田兵として石川県金沢市より渡道。
- 1892年 - 屯田兵村への物資配給のために野幌（現在の江別市）にて「丸の岩田商店」創業。
- 1897年 - 味噌の醸造を開始。
- 1900年 - 醤油の醸造を開始。
- 1914年 - 江別市萩ヶ岡に工場を新設。
- 1916年 - 「岩田合名会社」設立。
- 1917年 - 酒類および清涼飲料水の卸売り販売開始。
- 1921年 - 札幌出張所（現在の札幌本社）を開設。
- 1952年 - 「岩田合名会社」を岩田醸造株式会社に改組。
- 1953年 - 味噌「紅一点」発売。
- 1964年 - 味噌「ほほえみ紅一点」「紅一点甘こうじみそ」発売。
- 1974年 - 千歳市に新工場完成。
- 1987年 - 味噌「紅一点だし入りみそ」発売。
- 1993年 - 味噌の主力商品に、片手で開け閉め可能な「タッチポンふた」を採用。
- 1996年 - 本社新社屋完成。

## 主な製品
- 味噌
  - 紅一点 だし入りみそ
  - 紅一点 無添加みそ
  - 北海道みそ紅一点
  - ほほえみ紅一点 - 1964年発売のロングセラー。
  - 紅一点 こめゆたか
  - 紅一点 石狩
  - 紅一点 十勝（白こし、赤粒の2種類）
  - 紅一点 無添加生 雪しぐれ
  - 紅一点 北海道大豆みそ 清里
  - 紅一点 甘こうじみそ - 1964年発売のロングセラー。
  - 本伝紅一点
  - 紅一点 北海道赤粒
  - 紅一点 北海道白粒
  - 紅一点 クッキングママ液体だし入りみそ - 2001年発売。溶けやすい液体タイプの味噌。
  - 紅一点 ちゃんちゃん焼き用みそ
  - 紅一点 北海道おでん味噌 夏HOT冬ホッと
- 即席みそ汁
  - シングルカップみそ汁 - わかめ、豆腐、しじみなど数種類。
  - お徳用即席みそ汁

など多数。

## 事業所
- 札幌本社 - 札幌市中央区北3条東4丁目3-6（アンテナショップ「蔵太郎（くらたろう）」を併設している。）
- 千歳工場 - 千歳市上長都1130-13
- 商事部 - 江別市萩ケ岡8-1
- 東京支店 - 東京都世田谷区砧8丁目1-10

## CM
北海道内限定で、下記提供番組でテレビCMを放映している。「味は満点、紅一点」のフレーズで知られるCMソングは三木鶏郎の作詞・作曲。
ここでは代表的なテレビCMを紹介する。
1994年 - 1995年9月頃
味噌の容器に手足が生えたものが輪を作ってダンスを踊る映像で、「♪ふたが、ついたついた! 紅一点に（オー!タッチポン!）」というCMソングが流れる。「だし入りみそ」「無添加みそ」「十勝」に「タッチポンふた」が採用された旨のナレーションが流れ、最後は「便利、便利!」というボイスが入るものであった。
1995年10月頃 - 2000年（推定）
パターンは2種類あり、母親がみそ汁を作りながら「紅一点」のCMソングを歌い、そのそばで父親（北脇一徹）が指揮し、男の子が鍵盤ハーモニカ、女の子がソプラノリコーダーで伴奏するもの（最後は食卓で家族そろってみそ汁を掲げ「いただきまーす!」と唱和する）と、母親がみそ汁を作っている後ろで合唱団が「紅一点」のCMソングを歌うものが存在した（その際、画面下部にCMソングの楽譜がスクロール表示されていた）。使用している味噌はいずれも「紅一点 だし入りみそ」。
2001年10月 - 2012年3月
男の子2人がCG映像をバックにダンスしながらCMソングを歌うバージョンだった。CMソングは「ぼくはだいすき 紅一点、ひゃくてんまんてん 紅一点…」と、従来のものと異なるバージョンであった。最後に表示される味噌は「紅一点 だし入りみそ」。
2012年4月 - 2018年3月
「紅一点」のCMソングの原曲がアレンジされて久々に使用された。冒頭で男性が「紅一点の時間だよ!」とコールするものと、女性が「紅一点の時間ですよ!」とコールするものの2パターンが存在した。最後の映像はみそ汁をバックに紅一点ロゴを表示（2012年4月 - 12月は紅一点ロゴの下に「おかげさまで、創業120周年」と表示。2017年は紅一点ロゴの上に「紅一点 だし入りみそ」のパッケージを表示し、「おかげさまで（左側）発売30周年（右側）」と表示された）。
2018年4月 - 現在
「お味噌のここがミソ!」と題し、味噌には必須アミノ酸が含まれていることをPRするという内容。千歳工場にあるサイロが顔つきで登場している。

## 提供番組
いずれも北海道ローカルでの提供。
スポンサークレジットに関しては、STVでは「紅一点」、HBCなどでは「紅一点みそ」と表記されていたが、現在は白絨毯の上に赤色で「紅一点 KOH-ITTEN」と表記されている。
なお、千歳工場にあるサイロにも「お味噌なら 味は満点 紅一点」と表記されている。
かつては札幌ドームで広告表示を行っていた。

### 現在
- JNNフラッシュニュース（TBS系列・HBC） - 2019年4月より日曜日に提供。2016年3月までは水曜日に提供。2016年4月からは平日版の放送時間が3分に短縮されたのに伴い土曜日に提供。2019年4月に土曜枠が廃枠となった影響で日曜日に移動した。 終了時の提供読みは一貫して「紅一点みそがお送りしました」である。
- HBCファイターズナイター（HBCラジオ）

### 過去
- ズームイン!!朝!（日本テレビ系列・STV） - 毎週水曜日 7:45頃 - 8:20頃に提供（火曜日や金曜日にも提供していた時期があった）。提供する曜日は7:02頃の「天気リレー」と「NSヘッドライン」の間のパーティシペーション枠でもCMを放送していた。
- ズームイン!!SUPER（日本テレビ系列・STV） - 2009年頃まで毎週火曜日 7:40頃 - 7:55頃に提供。『ズームイン!!朝!』同様、提供する曜日は6:51前後のパーティシペーション枠でもCMを放送していた。
- サンデープロジェクト（テレビ朝日系列・HTB） - 1990年代後半に11:05頃 - 11:43のローカルスポンサー枠で提供。同時期には同じく食品メーカーの日糧製パンも提供していた。
- HBCニュース（HBC） - 1970年代（担当開始・終了年月は非公表）の毎週月 - 金曜日14:55分放送分（『パック2pm』後）で提供[1]。
- テレポート6（HBC） - 1997年より毎週月曜日に提供。
- テレポート2000（HBC） - 『テレポート6』から引き続き月曜日18:30以降に提供。途中でスポンサーを降板。
- Hana*テレビ（HBC） - 水曜日16時台に提供。
- ビタミンTV（HBC） - 同上。
- 爽快TV!ビタミンH（HBC） - 同上。
- 気になるパンプキン（HBC） - 同上。
- 田村英一のいきいきテレビ特急便（HBC） - 同上。
- 4じからワイド・いちばん星（HBC） - 同上。
- まんが日本昔ばなし（毎日放送制作/TBS系列・HBC） - 1996年前後の再放送（土曜16:55 - 17:25枠）時代にパーティシペーションで提供したことがある。
- クロスファイト ビーダマンeS（テレビ東京系列・TVh） - TVh版のスポンサーを担当。なお、前作『クロスファイト ビーダマン』では日糧製パンがスポンサーを担当。
- 初詣!爆笑ヒットパレード（フジテレビ系列・UHB） - 2010年前後に13:40頃のローカルスポンサーで提供。